# Мыльников, Александр Петрович
Александр Петрович Мыльников (6 июля 1952, Воронеж — 30 мая 2019) — советский и российский биолог, доктор биологических наук.

## Биография
Родился в 1952 году в Воронеже. После окончания средней школы в 1969 году поступил на биолого-почвенный факультет Воронежского государственного университета, который окончил с отличием в 1974 году. Дипломная работа была посвящена изучению процессов движения и регенерации пресноводной гидры. С 1974 года обучался в аспирантуре и работал в должности младшего научного сотрудника в Институте биологии внутренних вод им. И. Д. Папанина РАН (Борок).
С 1995 года — доктор биологических наук, защитил в Санкт-Петербургском государственном университете (Санкт-Петербург) докторскую диссертацию по специальности — зоология на тему: «Свободноживущие гетеротрофные жгутиконосцы : ультраструктура, систематика и биология».

## Главные достижения
Собрал и поддерживал самую крупную в мире коллекцию живых культур простейших, насчитывающую более 130 видов и штаммов, из них некоторые депонированы в центрах коллекций Швейцарии, Германии, Великобритании и США.
Описал 37 видов и 4 рода жгутиконосцев из 5 групп протистов, а также 3 вида центрохелидных солнечников. Описан новый тип Multiflagellata Mikrjukov et Mylnikov, 1998, 3 отряда: Apusomonadida Karpov and Mylnikov, 1989; Cercomonadida Mylnikov, 1986; Spiromonadida Krylov et Mylnikov, 1986. Выделен новый отдел эукариотов Rhodelphidia для описанного им с соавторами рода хищных одноклеточных Родельфис.
Автор более 300 научных работ, руководитель последовательно пяти грантов РФФИ, участник грантов INTAS и GLOBO (Швейцария).
Подготовил трех кандидатов наук.
Суммарный объем цитирования по ISI (Web of Science) — 855.
Именем А. П. Мыльникова назван вид центрохелидных солнечников — Acanthocystis mylnikovi, описанный его учеником.